# Aitape
Aitape è una città della Papua Nuova Guinea e capoluogo del distretto di Aitape-Lumi nella provincia di Sandun. Situata sulla costa settentrionale dell'isola della Nuova Guinea, conta 18 000 abitanti.

## Storia
Aitape fu fondata come stazione dei treni dai coloni tedeschi nel 1905 nell'allora Nuova Guinea tedesca. Durante la seconda guerra mondiale fu occupata da forze imperiale giapponesi.
Il 22 aprile 1944, durante la campagna di Aitape-Wewak, forze statunitensi liberarono la città e vi costruirono una base.

## Maremoto
Il 17 luglio 1998, quando la regione fu colpita da due forti terremoti, seguiti da un maremoto, diversi villaggi nell'area furono distrutti causando la morte di 2 200 persone e lasciandone altre migliaia senza casa.